# جيم براون (لاعب كرة قدم)
جيم براون (بالإنجليزية: Jim Brown)‏ (11 أغسطس 1950 بإدنبرة في المملكة المتحدة - ) هو لاعب كرة قدم بريطاني في مركز الدفاع. لعب مع دونفرملين أثلتيك ونادي هيبرنيان وهارت أوف ميدلوثيان ورابطة كرة القدم الاسكتلندية الحادية عشر ‏.

## وصلات خارجية
- جيم براون على موقع قاعدة بيانات كرة القدم.إي يو (الإنجليزية)